# Испанская чёрная легенда

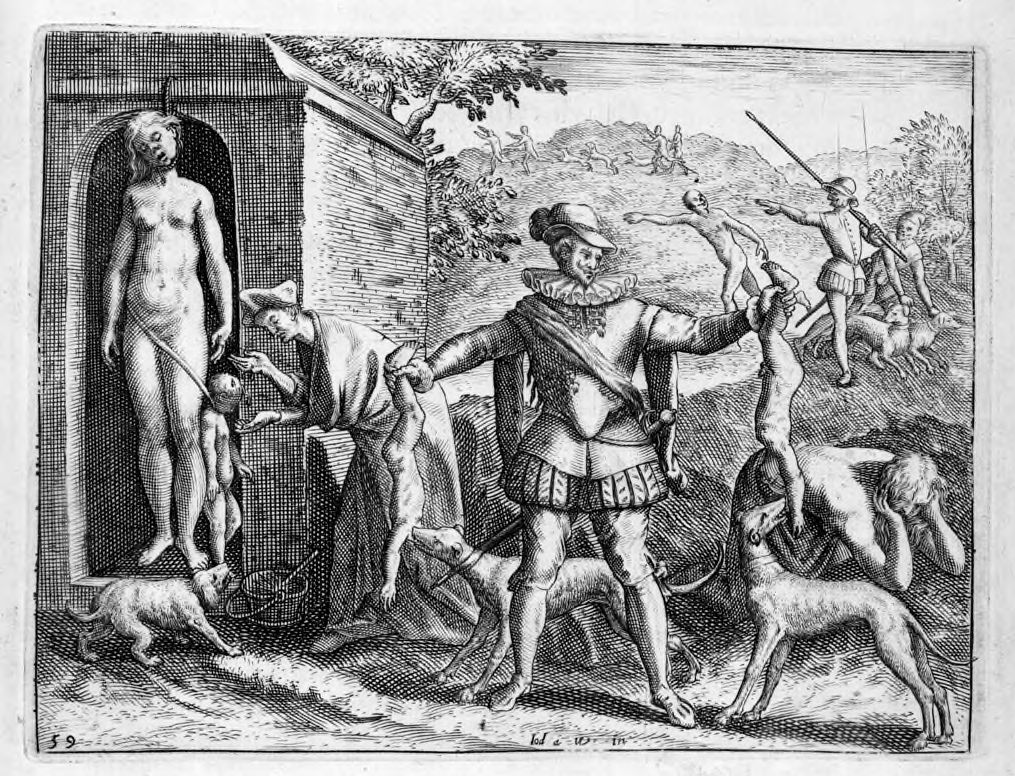
Гравюра гугенота Теодора де Бри изображает испанского вельможу, скармливающим своим псам расчленённого младенца

Чёрная легенда (исп. La leyenda negra) — протестантская пропаганда времён Контрреформации, которая стремилась выставить в чёрном свете испанских Габсбургов как наиболее могущественных и решительных врагов Реформации. В результате этого католическую Испанию XVI—XVII веков долгое время было принято представлять как царство изнеженности, косности и мракобесия.
Основными рассадниками «чёрных легенд» считаются Соединённые провинции Нидерландов, которые в течение 80 лет вели борьбу за независимость от Испании, и тюдоровская Англия, испытывавшая натиск испанского флота. Именно здесь во второй половине XVI века были особенно востребованы сочинения Лас Касаса о том, как жестоко испанские конкистадоры обращались с беззащитными индейцами. Материалы Лас Касаса и рассказы английских мореходов, собранные в книге Гаклюйта, использовались для иллюстрации жестокости и изуверства испанцев.
Другим благодатным материалом для очернения испанского общества и мобилизации протестантов всех стран были предполагаемые зверства испанской инквизиции в отношении инакомыслящих. На севере Италии «чёрная легенда» принимала форму слухов о хитроумных «интригах мадридского двора» с целью подчинить себе весь полуостров. Голландские авторы окрасили в густой чёрный цвет всю деятельность герцога Альбы.
Термин «чёрная легенда» был введён в оборот в 1914 году испанским историком Хулианом Худериасом. Правительство Франко поставило перед собой задачу не только противодействовать «злонамеренному искажению» испанской действительности, но и представлять испанскую историю в радужном свете, впав таким образом в противоположную крайность (так называемая «белая легенда»).

## Определение
Словарь Королевской академии испанского языка даёт определение «чёрной легенды» как «широко распространённое мнение против всего испанского начавшееся в шестнадцатом веке» и «в целом неблагоприятное мнение о ком-то или о чём-то, как правило, необоснованное».
Происхождение термина «чёрная легенда» часто связывают с Хулианом Худериасом, хотя его реальное происхождение неизвестно. По меньшей мере Эмилия Пардо Басан и Висенте Бласко Ибаньес использовали этот термин ранее, но термин стал широко известен именно благодаря Худериасу:
Julián Juderías, La Leyenda Negra (1914), p.24:

[…] атмосфера, созданная фантастическими историями о нашей родине, что вышли в свет во всех странах; гротескными описаниями испанского характера, как личности так и общества; отрицанием или, по крайней мере, систематическим замалчиванием того, насколько красивы и разнообразны культура и искусство; обвинениями, которым постоянно подвергается Испания, созданными на основе преувеличенных, неверно интерпретированных или совершенно ложных фактов; и, наконец, заявлением, много раз воспроизведённым в книгах, казалось бы респектабельных и истинных, обсуждённым и усиленным зарубежной прессой, что наша страна является, с точки зрения терпимости, культуры и политического прогресса, прискорбным исключением среди европейских народов.
Оригинальный текст (исп.)[...] el ambiente creado por los relatos fantásticos que acerca de nuestra patria han visto la luz pública en todos los países, las descripciones grotescas que se han hecho siempre del carácter de los españoles como individuos y colectividad, la negación o por lo menos la ignorancia sistemática de cuanto es favorable y hermoso en las diversas manifestaciones de la cultura y del arte, las acusaciones que en todo tiempo se han lanzado sobre España fundándose para ello en hechos exagerados, mal interpretados o falsos en su totalidad, y, finalmente, la afirmación contenida en libros al parecer respetables y verídicos y muchas veces reproducida, comentada y ampliada en la Prensa extranjera, de que nuestra Patria constituye, desde el punto de vista de la tolerancia, de la cultura y del progreso político, una excepción lamentable dentro del grupo de las naciones europeas.

Второе классическое произведение на эту тему «Испано-американская история Чёрной Легенды» (исп. «Historia de la Leyenda Negra hispano-americana»), написанное Ромуло Д. Карбией. Если Худериас пишет в основном о европейской стороне легенды, аргентинец Карбия фокусируется на американской стороне. Таким образом, Карбия даёт более широкое определение понятия:
Rómulo D. Carbia, Historia de la leyenda negra hispano-americana (1943) Carbia, p.34-35:

легенда вмещает в своём полном объёме, так сказать, в своих типичных формах, суждения о жестокости, мракобесии и политической тирании. О жестокости, которую она хотела видеть в процессах распространения Веры в Америке или защиты её во Фландрии, о мракобесии, в предполагаемой обструкции всего духовного прогресса и любой интеллектуальной деятельности, и о тирании, которая своими запретами душила свободную жизнь испанцев, родившихся в Новом Свете, якобы, желая поработить их навечно
Оригинальный текст (исп.)[...] abarca la Leyenda en su más cabal amplitud, es decir, en sus formas típicas de juicios sobre la crueldad, el obscurantismo y la tiranía política. A la crueldad se le ha querido ver en los procedimientos de que se echara mano para implantar la Fe en América o defenderla en Flandes; al obscurantismo, en la presunta obstrucción opuesta por España a todo progreso espiritual y a cualquiera actividad de la inteligencia; y a la tiranía, en las restricciones con que se habría ahogado la vida libre de los españoles nacidos en el Nuevo Mundo y a quienes parecería que se hubiese querido esclavizar sine die

После Худериаса и Карбии многие другие авторы использовали это понятие.
В 1944 году Американский совет по образованию, озабоченный антииспанской предвзятостью учебных материалов в США, определил понятие в длинном отчете так:
American Council on Education, Op. cit. Powell (1985), p.134; trad. García Cárcel (1997), p.286:

«Чёрная легенда» это термин, используемый испанскими писателями для обозначения старинной пропаганды против иберийских народов, которая началась в шестнадцатом веке в Англии и с тех пор является оружием для противников Испании и Португалии в религиозных, морских и колониальных войнах этих четырёх веков.
Оригинальный текст (англ.)The "Black Legend" is a term long used by Spanish writers to denote the ancient body of propaganda against the Iberian peoples which began [sic] in sixteenth century England and has since been a handy weapon for the rivals of Spain and Portugal in the religious, maritime, and colonial wars of those four centuries.

Филипп Уэйн Пауэлл в своей книге «Дерево Ненависти» (Tree of Hate) (1971) определяет «Чёрную легенду» просто как убеждение:

Philip Wayne Powell, Tree of hate (1971), p.11:

Основной предпосылкой «Чёрной легенды» является то, что испанцы показали себя, исторически, как исключительно жестокие, нетерпимые, тиранические, мракобесные, ленивыe, фанатичные, жадные и коварные, то есть они этим отличаются от других народов настолько, что испанцев и историю Испании следует рассматривать и понимать в терминах, которые обычно не используются для описания и интерпретации других народов.
Оригинальный текст (англ.)The basic premise of the Black Legend is that Spaniards have shown themselves, historically, to be uniquely cruel, bigoted, tyrannical, obscurantists, lazy, fanatical, greedy, and treacherous; that is, that they differ so much from other peoples in these traits that Spaniards and Spanish history must be viewed and understood in terms not ordinarily used in describing and interpreting other people

Более современный автор, Мануэль Фернандес Альварес, определяет «Чёрную легенду» так:

Manuel Fernández Álvarez, Op. cit. Alvar (1997), p.5:

Тщательное искажение истории народа, сделанное его врагами, чтобы лучше сражаться. И самое чудовищное искажение, чтобы достичь желаемой цели: моральное осуждение этого народа, c чьим превосходством нужно было бороться всеми возможными средствами.
Оригинальный текст (исп.)Cuidadosa distorsión de la historia de un pueblo, realizada por sus enemigos, para mejor combatirle. Y una distorsión lo más monstruosa posible, a fin de lograr el objetivo marcado: la descalificación moral de ese pueblo, cuya supremacía hay que combatir por todos los medios.

Для философа Хулиана Мариаса, «Чёрная легенда» — явление до чрезвычайности необычное во всей мировой истории. Он её описывает следующим образом.

Julián Marías, España inteligible (1985), p.202; op.cit. Molina Martínez, p.25:

Чёрная легенда состоит в том, что, начиная с определенной точки, которую мы можем считать правдой, расширяется до осуждения и дисквалификация всей страны на протяжении всей её истории, в том числе будущего. В этом оригинальная особенность Чёрной легенды. В случае Испании, она начинается в начале шестнадцатого века, становится более плотной в семнадцатом веке, получает новый импульс в восемнадцатом — придётся спросить себя, почему — и набухает, пользуясь любым поводом, никогда не исчезая.
Оригинальный текст (исп.)La Leyenda Negra consiste en que, partiendo de un punto concreto, que podemos suponer cierto, se extiende la condenación y descalificación de todo el país a lo largo de toda su historia, incluida la futura. En eso consiste la peculiaridad original de la Leyenda Negra. En el caso de España, se inicia a comienzos del siglo XVI, se hace más densa en el siglo XVII, rebrota con nuevo ímpetu en el XVIII -será menester preguntarse por qué- y reverdece con cualquier pretexto, sin prescribir jamás

Точка зрения, с которой согласны большинство историков, была выражена Вильямом С. Малтби:

William S. Maltby, The Black Legend in England (1968), p.10-11:

Чёрная легенда не может быть основой для законной или справедливой точки зрения, но надо вспомнить, что это легенда, а не миф. Она возникла, как это делают легенды, из реальных событий, и это не может быть проигнорировано в интересах политических симпатий. Испанцы совершили много зла, но и люди других наций тоже.
Оригинальный текст (англ.)The Black Legend may not constitute a legitimate or justifiable point of view, but it is necessary to recall that it is a legend and not a myth. It sprang, as legends do, from actual events, and these cannot be ignored in the interests of partisanships. Spaniards committed grave wrongs, but so did men of other nations [...]

## Критика
В последние годы сформировалась группа историков, в числе которых Альфредо Алвар, Рикардо Гарсия Карсель, Лоурдес Матео Бретон и Кармен Иглесиас, которые не верят в объективное существование легенды и считают, что «чёрная легенда» — это не более чем испанские представления о своём имидже за рубежом. Кармен Иглесиас высказалась следующим образом:

Carmen Iglesias, Vaca de Osma, p.208:

«Чёрная легенда» — это, так сказать, внешний облик Испании, как его Испания себе представляет […] «Чёрная легенда» состоит, поэтому, из отрицательных особенностей — объективно повторяющихся чаще — которые испанское сознание обнаруживает в своём образе.
Оригинальный текст (исп.)La «leyenda negra» es por así decir, la imagen exterior de España tal como España la percibe [...] La leyenda negra consiste, por tanto, en los rasgos negativos —que son objetivamente los más repetidos— que la conciencia española descubre en la imagen de ella misma

Гарсия Карсель прямо отрицает существование чёрной легенды в своей книге «Чёрная легенда»:

García Cárcel y Mateo Bretos, La leyenda negra (1991), p.84:

Это не легенда, потому что пока множество отрицательных мнений об Испании не имеют ни малейших исторических оснований, и не чёрная, потому что окраска никогда не была ни постоянной ни сплошной. Много серого, но окраска этих мнений всегда определялась контрастными к ним цветами, которые мы здесь назвали розовой легендой.
Оригинальный текст (исп.)Ni leyenda, en tanto en cuanto el conjunto de opiniones negativas de España tuvieran no pocos fundamentos históricos, ni negra, dado que el tono nunca fue constante ni uniforme. Abundan los grises, pero la coloración de estas opiniones estuvo siempre determinada por los colores contrapuestos de lo que aquí hemos llamado leyenda rosa

По словам историка-испаниста Генри Камена, «чёрная легенда» уже давно не существует и в США и Англии трактуется как устарелое понятие, хотя отдельные лица, особенно в Испании, из личных соображений пытаются её поддерживать.
Позиция Камена и его книги «Империя» была подвергнута резкой критике писателем Артуро Пересом-Реверте и историком и дипломатом Хосе Антонио Вакой де Осма. По словам Ваки де Осма, Камен искажает аргументы, повторяя анти-испанские темы и противоречит себе, перенося свои утверждения с правды на ложь. Историк Жозеф Перес также считает, что «чёрная легенда» больше не существует, но её следы до сих пор можно встретить, и что предрассудки об Испании неотличимы от предрассудков о других странах.
Аргентинский писатель Эрнесто Сабато в своей статье «Ni leyenda negra ni leyenda blanca» (в переводе с исп. — «Ни чёрная легенда, ни белая легенда»), опубликованной в газете El Pais в 1991 году, в преддверии 500-летия открытия Америки, предлагал преодолеть «ложную дилемму» между двумя легендами, такой трактовкой, что «не отрицая и не прекращая сожалеть по поводу „зверств, совершённых мучителями“», в то же время иметь возможность признать культуру, язык и смешение рас, которые испанцы принесли в Америку.

## В художественной литературе
В европейской классической литературе нового времени начало «чёрной легенде» положил роман бельгийского писателя-классика Шарля де Костера «Легенда об Уленшпигеле» (1867), в котором, наряду с реальными фактами истории Нидерландской буржуазной революции, нашли отражение протестантские пропагандистские мифы об испанцах и католичестве, народе легенды о сожжениях живых обезьянок юным инфантом Филиппом, в действительности воспитывавшимся в традициях гуманизма и отличавшимся любовью к живой природе и чтению.
Наиболее последовательно «чёрная легенда» отразилась на творчестве известного британского писателя-беллетриста, признанного мастера приключенческой литературы Г. Р. Хаггарда. Его исторические романы «Дочь Монтесумы» (1893), «Лейденская красавица» (1901), «Прекрасная Маргарет» (1907), «Хозяйка Блосхолма» (1909) — содержат негативное изображение Испании и испанцев эпохи конкисты, на фоне явного возвеличивания протестантской религии и этики в ущерб католицизму.
В таком же примерно ключе трактуется колониальная политика Испании и деятельность католической церкви в Европе и в Латинской Америке в исторических очерках и приключенческих романах другого британского писателя Рафаэля Сабатини — «Ночи Истории» (1917), «Одиссея капитана Блада» (1922), «Псы Господни» (1928), «Чёрный лебедь» (1932), «Колумб» (1941) и др.